# مارتین پروو
مارتین پروو (به فرانسوی: Martin Provost) کارگردان، نویسنده و بازیگر فرانسوی است. وی کارگردانی و نویسندگی فیلم سرافین و همچنین کارگردانی فیلم‌های ویولت و ماما را در کارنامه حرفه‌ای خود دارد.فیلم ویولت، درام زندگینامه‌ای درباره ویولت لدوک، در بخش ارائه ویژه جشنواره بین‌المللی فیلم تورنتو ۲۰۱۳ پخش شد.